# King Floyd
King Floyd III (* 13. Februar 1945 in New Orleans, Louisiana, USA; † 6. März 2006 in Jackson, Kalifornien, USA) war ein US-amerikanischer Soulsänger und Songwriter.

## Biografie
Geboren 1945 in New Orleans, begann Floyd seine musikalische Karriere als Straßenmusiker und Sänger in einer Bar in der Bourbon Street. Nach seinem Militärdienst ging er 1963 zunächst nach New York City, dann nach Kalifornien, wo er mit dem Produzenten Harold Battiste 1967 sein Debütalbum Man in Love herausbrachte. Das Album enthielt Songs, die Floyd alleine oder zusammen mit Dr. John und Little Milton geschrieben hatte, blieb jedoch ohne nennenswerten Erfolg. Floyd kehrte nach New Orleans zurück und arbeitete für die Post.
1970 überredete Wardell Quezergue ihn, den Song Groove Me bei Malaco Records in Jackson (Mississippi) aufzunehmen. Der Song, von Floyd geschrieben und ursprünglich die B-Seite von What Our Love Needs, wurde ein US-weiter Hit, Platz 1 in den R&B-Charts und Platz 6 in den Pop-Charts. Auch das Album King Floyd und die nächsten Singles erreichten höhere Positionen in den Charts, doch dann ließ der Erfolg nach.
Der Hit Boombastic von Shaggy (1995) enthält ein Sample von Floyds Song Baby Let Me Kiss You (1971) und übernahm dessen Bass und Schlagzeugbeat. Der Wu-Tang Clan samplete Floyds Song Don’t Leave Me Lonely (1971) für das Stück For Heaven’s Sake auf ihrem Album Wu-Tang Forever (1997). Im Jahr 2000 nahm Floyd noch einmal ein Album – Old Skool Funk – für Malaco Records auf, doch der frühere Erfolg blieb aus.
King Floyd starb am 6. März 2006.